# Oberer Hauenstein
L'Oberer Hauenstein è un passo di montagna tra Canton Soletta e Canton Basilea Campagna, collega la località di Balsthal con Waldenburg. Scollina a un'altitudine di 731 m s.l.m.